# IHeartMedia
iHeartMedia, Inc. (ранее CC Media Holdings, Inc.) — американская массмедиа компания со штаб-квартирой в Сан-Антонио, Техас. Является холдинговой компанией для iHeartCommunications, Inc. (ранее Clear Channel Communications, Inc.), которая была основана Лоури Мэйсом и Б. Дж. (Редом) Маккомбсом в 1972 году и приобретена в 2008 году Bain Capital, LLC и Thomas H. Lee Partners через финансируемый выкуп. По итогам этой сделки Clear Channel Communications, Inc. стала дочерней фирмой CC Media Holdings, Inc. 16 сентября 2014 года CC Media Holdings, Inc. была переименована в iHeartMedia, Inc.; а Clear Channel Communications, Inc., стала iHeartCommunications, Inc.
iHeartMedia, Inc. работает в сфере радиовещания через подразделения iHeartMedia (бывшее Clear Channel Media and Entertainment, Clear Channel Radio.) и iHeartMedia and Entertainment, Inc. (бывшее Clear Channel Broadcasting, Inc.), контролируя более 850 AM и FM радиостанций в США. Также компания арендует два канала на Sirius XM Satellite Radio, и развивает интернет-вещание через собственную платформу iHeartRadio. iHeartMedia, Inc. также занимается наружной рекламой через Clear Channel Outdoor Holdings, Inc.
Название «Clear Channel» (чистый канал) пришло из вещания и отсылало к каналу (частоте), которую транслировала только одна радиостанция. В США подобные станции имею эксклюзивные права на свои частоты на территории страны ночью, когда AM сигналы транслировались на дальние расстояния по причине отражения от ионосферы. Новое название должно было отобразить акцент на цифровом вещании
С 2008 года iHeartMedia, Inc. прилагала усилия для выплаты более 20 млрд долларов долга, возникшего после её приобретения. Различные СМИ сообщали о возможном банкротстве или реструктуризации этой суммы в 2016 году.

## История
Clear Channel Communications купило свою первую радиостанцию FM вещания в Сан-Антонио в 1972 году. Через три года была приобретена AM радиостанция WOAI, вещавшую в формате «чистого канала». С 1976 года началось приобретение станций по соседству: KXXO AM и KMOD FM (обе из города Талса, Оклахома), KPAC-AM-FM (Порт-Артур) и KELP AM (Эль-Пасо). В 1992 году конгресс ослабил регулирование радиорынка, что позволило компании более активно приобретать активы. Через 3 года Clear Channel контролировал 43 радиостанции и 16 телевизионных станций. Телекоммуникационный акт 1996 года ещё больше дерегулировал отрасль, позволив Clear Channel в последующие годы приобрести более 70 медиакомпаний (однако в ряде случаев ей приходилось продавать отдельные активы, выполняя условия местного законодательства).
В 1997—1998 году в дочернюю компанию Clear Channel International вошли недавно приобретённые активы из других сфер рынка:, ряд компаний по наружной рекламе, включая британскую More Group plc и Eller Media, радиорекламе и организации концертов.
В 1999 году была приобретена расположенная в Цинциннати радиокомпания Citicasters.. В октябре этого же года было объявлено о покупке компании AMFM Inc., оценивавшейся в 17,4 млрд долларов. По итогам последней сделки Clear Channel контролировал 830 радио и 19 телевизионных станций, а также 425 000 наружных рекламных поверхностей в 32 странах.
В 2005 году Clear Channel Communications было разделено на три независимые компании: Clear Channel Communications занималось радиовещанием; Clear Channel Outdoor — наружной рекламой, а Live Nation — организацией концертов. Контроль над всеми тремя фирмами оставался в руках семьи Мейсов, члены которой занимали в них руководящие посты.
16 ноября 2006 года было объявлено о покупке фирмы инвестиционными компаниями Thomas H. Lee Partners и Bain Capital Partners за $18,7 млрд. (премия к рынку составила 10 % к цене акций, в тот день равнявшейся 35,36 долларам). Новое руководство решило продать все телевизионные станции и 448 радиостанций, не входивших в топ-100 рынков. 23 апреля 2007 года после одобрения рыночного регулятора все телевизионные активы и 161 радиостанция были проданы Providence Equity Partners.
24 июля 2008 года Clear Channel организовало специальную встречу акционеров, в ходе которой большинство из них приняло предложение Bain Capital и Thomas H. Lee Partners о выкупе акций за 36 долларов за штуку. 30 июля было объявлено, что акционерам предложат продажу акций по этой цене или их конвертацию.
В начале 2010 года стало известно об угрозе банкротства предприятия из-за высокой долговой нагрузки. 23 июня Марк Мейс покинул посты президента и CEO, на которых находился 21 год., за ним сохранилась должность председателя правления. Поиски нового CEO были поручены Egon Zehnder International, 2 октября 2011 года им был назначен Роберт В. Питтман.
6 января 2014 года Clear Channel объявил о маркетинговом сотрудничестве с SFX Entertainment в контексте электронной танцевальной музыке.
В 2016 году один из директоров компании Джулия Б. Доннели покинула правление iHeartCommunications и была заменена директором Thomas H. Lee Лаурой Грэттан, которая также была назначена в совет директоров iHeartMedia Capital I, LLC и iHeartMedia, Inc.
В сентябре 2014 года было объявлено о смене названия компании с Clear Channel Communications на iHeartMedia с целью отобразить растущую тягу компании к цифровым медиа и интернет-радио в лице платформы iHeartRadio.
С 2008 года iHeartMedia изо всех сил пыталась выплатить более 20 миллиардов долларов долга, который компания получила в результате выкупа с использованием заемных средств. Различные СМИ не исключали вариант банкротства или серьёзной реструктуризации. 20 апреля 2017 года компания предупредила инвесторов, что она может не выжить в течение следующих 10 месяцев. 30 ноября 2017 года сообщалось, что группа кредиторов отклонила последнее предложение iHeartMedia о реструктуризации долга, вместо этого заключив сделку, по которой компания может подать заявление о банкротстве. 15 марта 2018 года компания подала заявление о банкротстве по главе 11 и заявила, что достигла соглашения о реструктуризации своего долга на сумму более 20 миллиардов долларов США.

### Избежание банкротства
В сентябре 2018 года iHeartMedia приобрела сеть подкастов Stuff Media от HowStuffWorks за 55 млн долл. 19 ноября было объявлено о намерении приобрести поставщика программной рекламной платформы для радиостанций Jelli.
IВ январе 2019 года суд США по делам о банкротстве Южного округа Техаса утвердил поддерживаемый кредиторами план выхода iHeartMedia из банкротства, который сократит долг компании с 16,1 млрд долларов до 5,75 млрд долларов. План включал выделение 89,1 % доли iHeartMedia в подразделении наружной рекламы Clear Channel Outdoor. В апреле 2019 года компания также подала предложение о первичном публичном размещении акций.
HeartMedia вышла из банкротства по главе 11 в мае 2019 года с новым советом директоров и отделением Clear Channel Outdoor, но сохранила свое нынешнее руководство в лице генерального директора Боба Питтмана и президента Рича Бресслера. Вместо проведения оценивавшегося в 1,1 млрд долл. IPO, iHeartMedia получила одобрение на прямой листинг на Nasdaq.
14 января 2020 года iHeartMedia объявила о крупной реструктуризации, в рамках которой группы рынков были разделены на три подразделения («Регионы» для крупнейших рынков, «Метрополитан» для других крупных городов и «Сообщества» для более мелких рынков), добавлены «партнерства на нескольких рынках», созданы центры передового опыта и были проведены масштабные увольнения и перемещениями, затронувшие большое количество персонала и ведущих.

## Активы

### Радиостанции

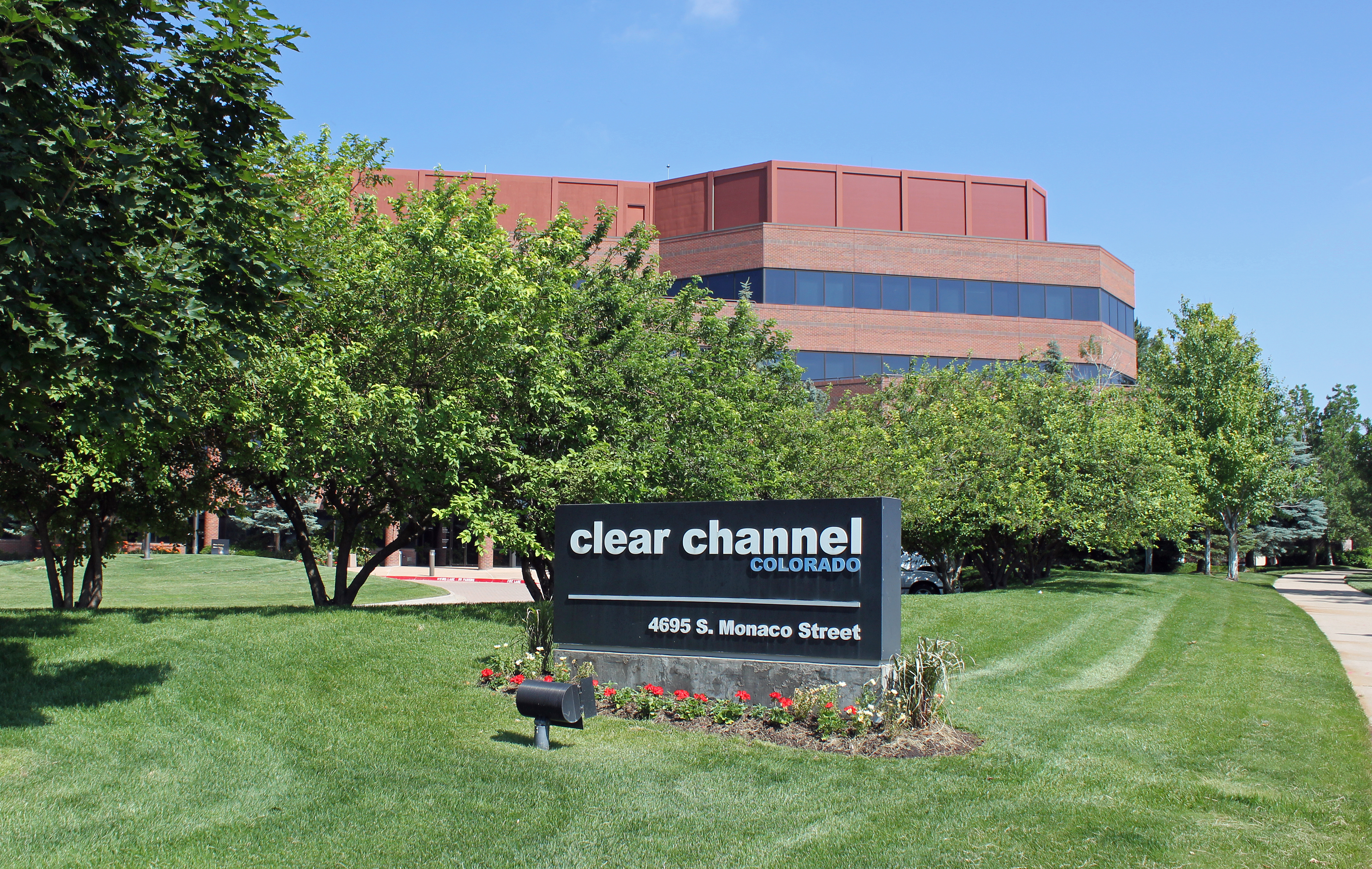
Офисы и студии Clear Channel Communications в Денвере, Колорадо

iHeartMedia контролирует радиостанции следующих компаний:
- Ackerley Group[56]
- AMFM Inc.[57][58]
  - Chancellor Media[59][60]
    - Chancellor Broadcasting[61]
      - American Media Inc.[62]
      - Colfax Communications[63]
      - OmniAmerica[64]
      - Shamrock Broadcasting[65]

    - Evergreen Media[61]
      - Broadcasting Partners[66]
      - Brown Organization[67]
      - Gannett Radio[68]
      - Pyramid Communications[69]

    - Viacom Radio[70]

  - Capstar[71][72]
    - Benchmark Communications[73]
    - Commodore Media[74]
    - Osborn Communications[75]
    - Patterson Broadcasting[76]
    - SFX Broadcasting[77]
      - Liberty Broadcasting[78]
      - Prism Radio Partners[79]

    - Triathlon Broadcasting[63]
- Apex Broadcasting[80]
- Clark Broadcasting
- Dame Media[81][82]
- Eastern Radio Assets[83]
- Jacor[84][85]
  - Citicasters Communications[86][87]
  - Nationwide Communications, Inc.[88]
  - Regent Communications[89]
  - Noble Broadcast Group[90]
- Metro Networks[91]
- Mondosphere Broadcasting[92]
- Metroplex Communications[93]
- Paxson Communications[94]
- Quad City
- Radio Equity Partners[95]
- Roberts Radio[96]
- Taylor Broadcasting[97]
- Trumper Communications[98]
- US Radio[99]
- XM Satellite Radio (сервис и программирование)

### Наружная реклама

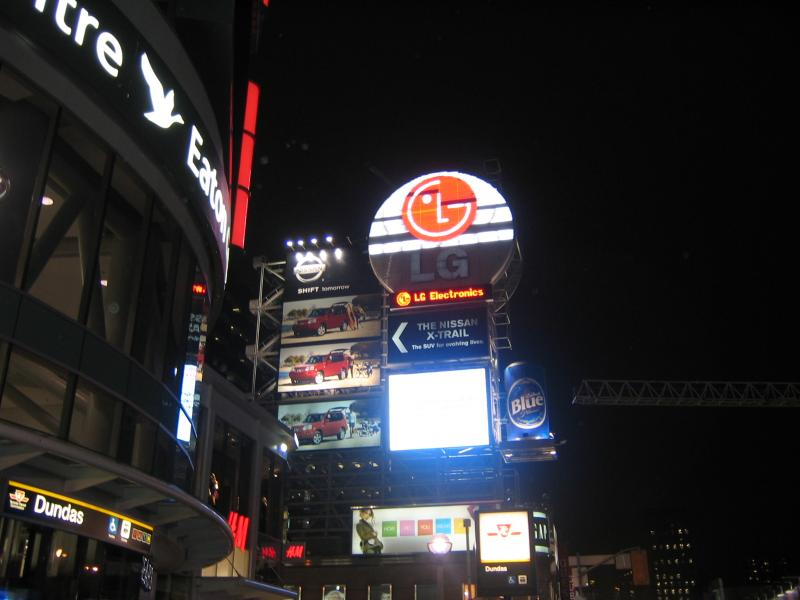
Рекламные щиты в торонтском Dundas Square, принадлежащие Clear Channel.

Этот бизнес управляется через подразделение Clear Channel Outdoor.

### Телевидение
В 2007 году все телевизионные станции были проданы Providence Equity Partners за $1,2 млрд, сделка была закрыта в марте 2008 года. В 2012 году новый владелец Newport Television сообщила о планах продать их большую часть Cox Media Group, Nexstar Broadcasting Group и Sinclair Broadcast Group.

### Концерты
21 декабря 2005 года Clear Channel завершило выделение из своих активов Live Nation, с этого момента являющейся независимой компанией.

### Музыкальные рейтинг и чарты
Компании владеет рядом сервисов, выставляющих рейтинги на основе предпочтений слушателей: HitPredictor, RateTheMusic и research.fm.
iHeartMedia контролирует Mediabase, составляющей музыкальные чарты в радиоротации Канады и США.

### Новости и информация
- 24/7 News Source — управляет местной и федеральной новостными сетями iHeartRadio в (Алабама, Вирджиния, Джорджия, Западная Вирджиния, Кентукки, Теннесси, Огайо, Оклахома, Флорида)
- Premiere Radio Networks
- Fox News Radio
- Fox Sports Radio Network
- Приобретённая и позже проданная Agri Broadcast Network (ABN)
- Журнал Inside Radio
- Total Traffic[102]
- Fan Radio Network — спортивная радиосеть, вещающая в Миннесоте, Северной и Южной Дакоте. Ключевой является радиостанция KFXN
- Your Smooth Jazz — управляется подразделением Broadcast Architecture[103]

### Бизнес в отдельных странах
- Радиохолдинги в Австралии, Мексике, Новой Зеландии и Норвегии
- Компании по наружной рекламе в Бразилии, Китае, Италии, Латвии, Маврикие, Норвегии, Польша, Румыния, Сингапуре, Турции, Финляндии, Франции, Чили, Швейцарии и Южной Африке
- L & C Outdoor Comunicacao Visual Ltda. (Бразилия)
- Великобритания
  - Adshel
  - Clear Channel UK
- Сервис аренды велосипедов в Испании, Италии, Норвегии, Франции и Швеции

### Vertical Real Estate
В 2003 году создано подразделение Vertical Real Estate, управляющее 1 500 радиобашен в США.